# Clematis crassifolia
Clematis crassifolia es una especie de liana perteneciente a la familia de las ranunculáceas.

## Descripción
Es un bejuco leñosos. Las ramas superficiales 10 a 12 estrías, glabras. Hojas de glabras; con pecíolo de 5,5 a 10 cm, las hojas son elípticas, oblongas, ovadas o ampliamente ovadas, de 5 - 12 × 2,5 a 6,5 cm, subcoriáceas, la base ampliamente cuneada a redondeada, el margen entero, el ápice acuminado a obtuso; las venas basales son planas o adaxialmente ± prominentes. La inflorescencia son axilares o terminales en cimas con muchas flores, con pedúnculo de 3 - 5 cm; brácteas lineales a subuladas, de 5 - 6 mm. Flores de 2,4 a 4 cm de diám. Pedicelo 1 - 2,8 cm, glabras. Sépalos 4, de color blanco o teñido de color rosa ±, difusión, linear-lanceoladas a oblanceoladas. Los frutos son aquenios ovales a elípticos de 4, - 6 × de 3 mm. Fl. diciembre-enero, fr. febrero.

## Distribución
Se encuentra en los márgenes de los bosques, laderas, a lo largo de los arroyos, a una altitud 300 - 2300 m s. n. m., en Fujian, Cantón, Guangxi, Hainan, Hunan, Taiwán y Japón.

## Taxonomía
Clematis crassifolia fue descrita por George Bentham y publicado en Flora Hongkongensis 7, en el año 1861.
Etimología
Clematis: nombre genérico que proviene del griego klɛmətis. (klématis) "planta que trepa".
crassifolia: epíteto latino que significa "con hojas gruesas".